# 周弼
周弼（？—？），福建興化府莆田縣人，明朝政治人物、進士出身。
洪武十八年，登乙丑科殿試二甲第七十九名，授刑科給事中，后改為御史，因進言獲罪處死。